# Bridgette Starr
Bridgette Louise Starr (10 de dezembro de 1975) é uma ex-futebolista profissional australiana que atuava como defensora.

## Carreira
Bridgette Starr representou a Seleção Australiana de Futebol Feminino, nas Olimpíadas de 2000. Ela é de origem aborígene.